# Vicent Fibla

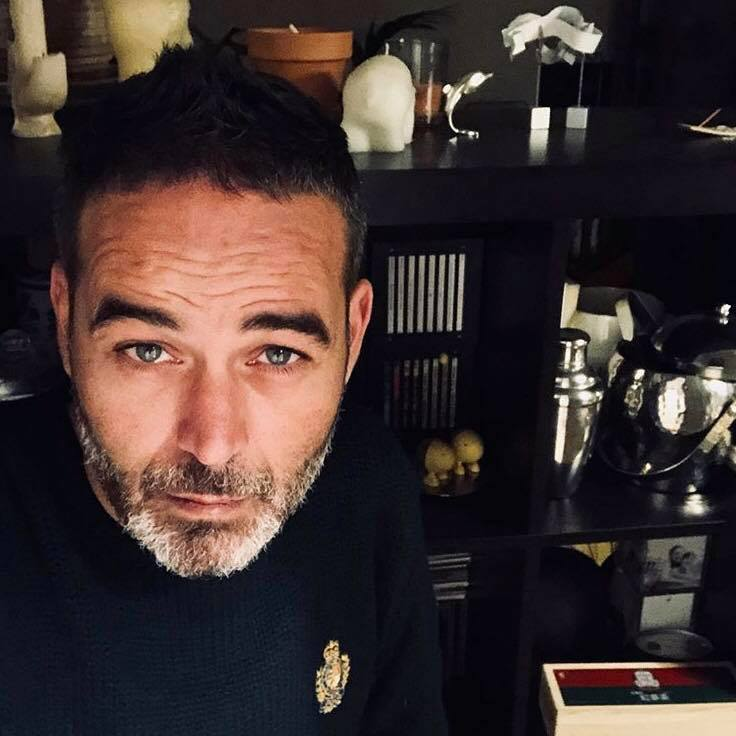

Vicent Fibla. Nascut a la Ràpita el 1970 i instal·lat entre Terres de l'Ebre, Tarragona i Barcelona, ha estat productor musical, cap de segell discogràfic i actualment és director d'Eufònic, el festival d'arts sonores, visuals i digital-performatives de les Terres de l'Ebre creat el 2012; i director artístic de Mèdol - Centre d'Arts Contemporànies de Tarragona des de 2021.
Entre 2014 i 2017 va estar dirigint Lo Pati - Centre d'Art Terres de l'Ebre, un dels vuit centres que formen la Xarxa d'Arts Visuals de Catalunya. Ha estat productor de música electrònica, DJ i cofundador del segell spa.RK; i ha estat membre de The Congosound, projecte de l'artista Carles Congost.

## Biografia
Ha publicat tres àlbums com a Fibla: el primer, Landscopes, en el molt respectat segell belga Sub Rosa / Quatermass; el segon, Lent, i el tercer, Liants, en el seu propi segell. Ha col·laborat amb diversos col·lectius, festivals i segells musicals nacionals i internacionals com Expanding, Benbecula, Worm Interface (Regne Unit); Couchblip!(Austràlia); Klangkrieg, Underscan, Morgen Industries, Mentalgroove (Alemanya), Disasters by Choice (Itàlia), Cosmos (Barcelona), Toi Thich Nhac, Semántica o Plataforma LTW (Madrid). Va portar a terme el projecte D-Fuse + Fibla remix Koyaanisqatsi live amb el col·lectiu britànic D-Fuse i la col·laboració de DJ2D2, estrenat al festival OneDotZero en el ICA de Londres i representat en el AV Festival de Newcastle, el Mercat de les Flors de Barcelona, Intersecciones d'Oviedo o CYNETart a Dresden. El 2009 va presentar Fibla + Arbol play Goodbye, Dragon Inn, juntament amb el músic sevillà Miguel Marín i la violinista Sara López, musicalització en directe de la pel·lícula de Tsai-Ming Liang i espectacle produït amb motiu del 10è aniversari del BAFF - Festival de Cinema Asiàtic de Barcelona. A més, és cofundador del segell spa.RK, casa d'artistes com bRUNA, Bradien, Eedl, Arbol, Wooky o .tape., entre d'altres. Fibla ha estat present en diferents festivals nacionals (com Sónar) i ha programat activitats per espais, galeries i equipaments com Niu, La Plataforma, Sant Andreu Contemporani, La Panera, ECCM o Casa Encendida, entre molts altres.
El seu interès per l'encreuament entre disciplines, el caràcter innovador i la relació amb el context el va portar a crear Eufònic el 2012 i l'ha portat a treballar i col·laborar amb equipaments, institucions i festivals, que ha donat lloc al comissariat de projectes expositius, projectes de creació en residència i cicles d'actuacions i activitats performatives. Director de l'empresa cultural Plan 9, és també director d'Eufònic Urbà (2013 - 2021, l'extensió urbana d'Eufònic al Centre d'Arts Santa Mònica de Barcelona), Etnoscòpic (2021, Museu Etnològic i de Cultures del Món, Barcelona), el cicle Sons de la Memòria a El Born CCM de Barcelona (2019-2020), Molinex (El Molino, Festival Grec, Barcelona 2022) o Montsònica (Terres de l'Ebre, 2023)